# Ito-toren
De Ito-toren is een honderd meter hoog gebouw in de Amsterdamse Zuidas. Het kantoorgebouw is onderdeel van het complex Mahler4 en draagt binnen het complex de code 1AH. De bouw was onderdeel van de eerste bouwfase van het complex en vond plaats tussen september 2002 en juni 2005. De top van het gebouw werd in juni 2004 bereikt. De ontwikkelaars van de Ito-toren waren G&S Vastgoed, Fortis Vastgoed Ontwikkeling en ING Real Estate. Toyo Ito, naar wie het gebouw vernoemd is, en zijn architectenfirma waren de architect, maar ook ZZDP Architecten was bij het ontwerp betrokken. Het bedrijf Van der Vorm werd als ingenieur ingeschakeld.
In december 2002 verkocht ontwikkelaar G&S Vastgoed de Ito-toren voor ruim €133,5 miljoen aan Commerz Grundbesitz-Investmentgesellschaft (CGI), een onderdeel van Commerz Real. CGI kocht tegelijkertijd het kantoorgebouw SOM, dat ook deel uitmaakt van Mahler4, en de parkeergarage. CGI was als belegger net als de drie ontwikkelaars sinds 1999 bij de ontwikkeling van Mahler4 betrokken. Eind 2013 onderhandelde eigenaar Commerz Real met Tishman Speyer over de verkoop van het gebouw, maar het kwam niet tot een overeenkomst. Op 15 april 2014 kocht het Duitse bedrijf Union Investment de Ito-toren samen met het kantoorgebouw SOM. Commerz Real ontving €172,8 miljoen voor de verkoop van de Ito-toren, wat €200.000 meer was dan de door een taxateur ingeschatte waarde.
De Ito-toren telt 25 bovengrondse en daarnaast twee ondergrondse verdiepingen. De oppervlakte van de afdruk van het kantoorgebouw bedraagt ongeveer 2.600 m². De dragende delen van de Ito-toren zijn van gewapend beton en het gebouw beschikt over een stalen skelet. Het exterieur van de Ito-toren is hoekig en bevat gaten. De gevel wordt gekenmerkt door horizontaal lopende ramen en door aluminium panelen, die zich tussen die rijen van ramen bevinden. Binnen het gebouw bevinden zich vier vides.
De Ito-toren heeft een vloeroppervlakte van ruim 38.000 m². Een deel van de begane grond wordt in beslag genomen door het bedrijfsrestaurant. De belangrijkste huurder is advocatenkantoor Houthoff, dat eind november 2013 zijn huurcontract met tien jaar heeft verlengd. Het advocatenkantoor huurt een vloeroppervlakte van 12.500 m². Andere huurders omvatten ABN AMRO, Accenture, Vibe Group,  BearingPoint, Edelman en Trafigura. Ook Icesave had een kantoor in de Ito-toren.

## Galerij

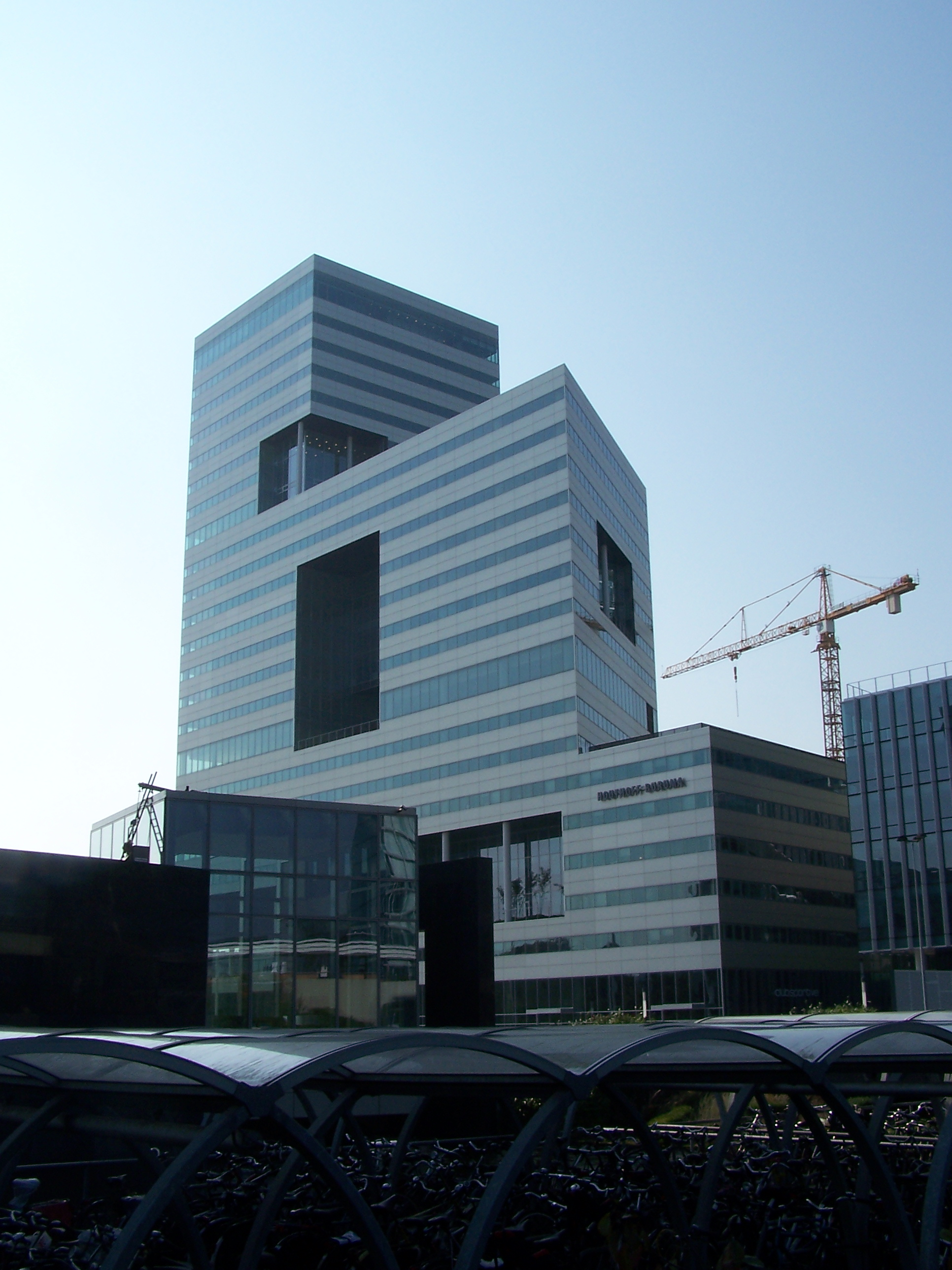
Het gebouw na oplevering in 2005
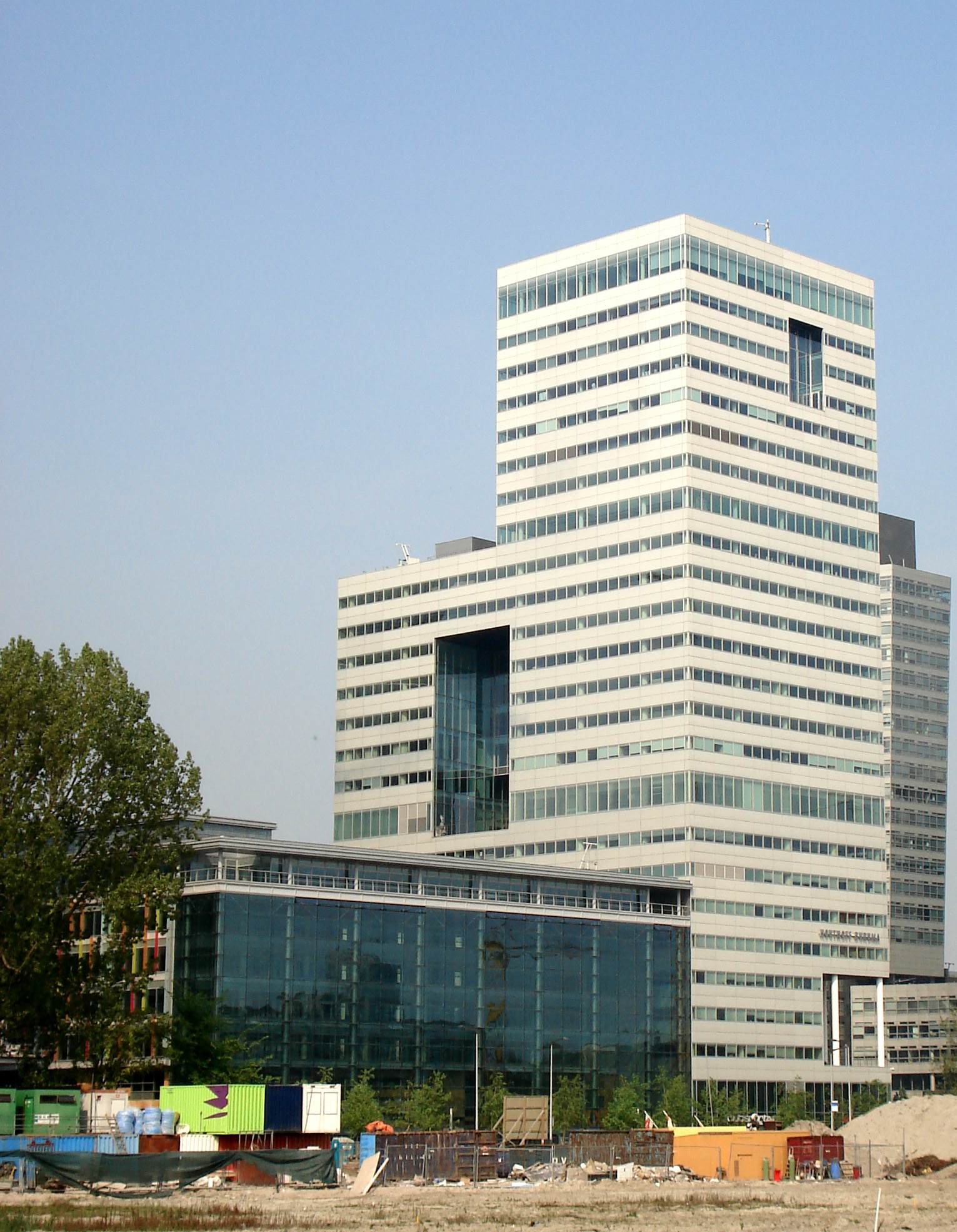
Het kantoorgebouw in 2007
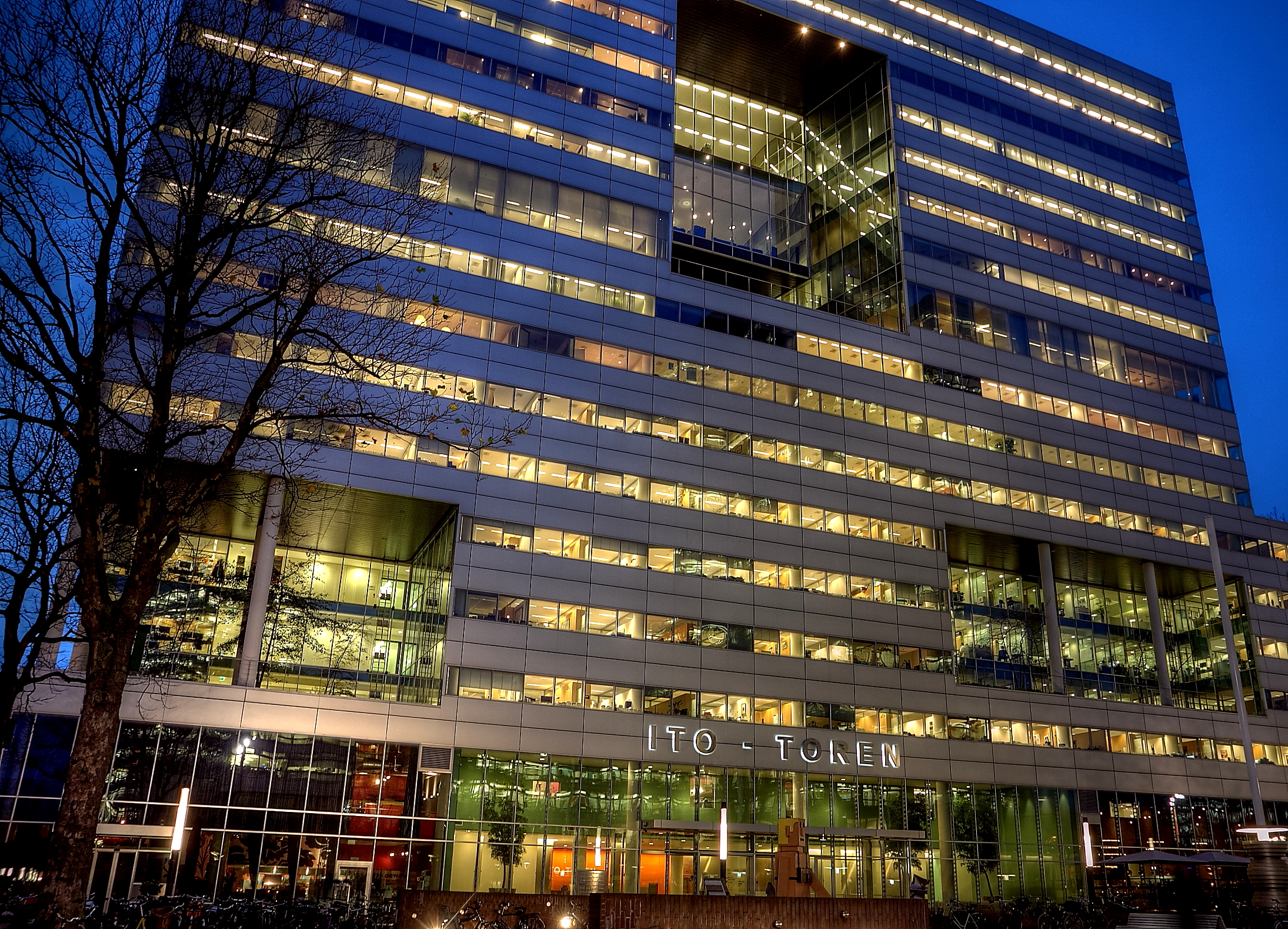
De Ito-toren in 2011

Rembrandttoren · Mondriaantoren · Y-Towers · Amsterdam Symphony · WTC H Toren · ABN AMRO-hoofdkantoor · Amstel Tower · Ito-toren · Valley · Millennium Tower · Crystal Tower · The Sharing Tower · Teleport Tower · Viñoly · Breitnertoren · Oval Tower · The Rock · Pontsteiger · La Guardia Plaza · Cross Towers · New Amsterdam · UNStudio Tower · Boekhuis · IJ-toren · A'DAM Toren · Hourglass · Vivaldigebouw · Okura Hotel · 900 Mahler · De Nederlandsche Bank · Xavier · De Spakler